# Aléxandros Nikolaídis
Alexandros Nikolaídis –en griego, Αλέξανδρος Νικολαΐδης– (Salónica, 17 de octubre de 1979-14 de octubre de 2022) fue un deportista griego que compitió en taekwondo.
Participó en cuatro Juegos Olímpicos de Verano, entre los años 2000 y 2012, obteniendo en total dos medallas de plata, en Atenas 2004 y Pekín 2008, ambas en la categoría de +80 kg. Ganó dos medallas en el Campeonato Europeo de Taekwondo, oro en 2008 y bronce en 2010.
Falleció a los 42 años a causa de una forma rara de cáncer.

## Palmarés internacional
| Juegos Olímpicos   | Juegos Olímpicos        | Juegos Olímpicos  | Juegos Olímpicos |
| Año                | Lugar                   | Medalla           | Categoría        |
| ------------------ | ----------------------- | ----------------- | ---------------- |
| 2004               | Atenas (Grecia)         | Medalla de plata  | +80 kg           |
| 2008               | Pekín (China)           | Medalla de plata  | +80 kg           |
| Campeonato Europeo |                         |                   |                  |
| Año                | Lugar                   | Medalla           | Categoría        |
| 2008               | Roma (Italia)           | Medalla de oro    | +84 kg           |
| 2010               | San Petersburgo (Rusia) | Medalla de bronce | +87 kg           |